# Dotsugobius bleekeri
Dotsugobius bleekeri là loài cá biển-nước lợ duy nhất thuộc chi Dotsugobius trong họ Cá bống trắng. Loài cá này được mô tả lần đầu tiên vào năm 1921.

## Từ nguyên
Tên chi được ghép bởi dotsu, tên của Yoshie Dotsu, công tác tại Đại học Nagasaki (Nhật Bản), là người giám sát của tác giả T. Suzuki, và Gobius, chi cá bống điển hình. Từ định danh loài được đặt theo tên của Pieter Bleeker, nhà ngư học người Hà Lan.

## Phân bố và môi trường sống
D. bleekeri có phân bố rải rác ở vùng Đông Ấn - Tây Thái, bao gồm biển Andaman (bờ biển Myanmar và Thái Lan), bờ đông Malaysia bán đảo, đảo Sulawesi (Indonesia), Papua New Guinea, quần đảo Solomon, Palau, quần đảo Ryukyu (Nhật) và bờ đông bắc Úc.
Loài này được tìm thấy ở vùng gian triều và cửa sông, vùng nước lợ có sỏi và đá cuội.